# Медакін Олександр Георгійович
Олександр Медакін (рос. Aleksandr Medakin, нар. 23 вересня 1937, Москва — пом. 14 січня 1993, Москва) — радянський футболіст, захисник.
Насамперед відомий виступами за клуб «Торпедо» (Москва), а також національну збірну СРСР.

## Клубна кар'єра
У дорослому футболі дебютував 1956 року виступами за команду клубу «Торпедо» (Москва), в якій провів сім сезонів, взявши участь у 138 матчах чемпіонату. 
Протягом 1964—1965 років захищав кольори одеського «Чорноморця».
Завершив професійну ігрову кар'єру в ярославському «Шиннику», за команду якого виступав протягом 1966 року.
Помер 14 січня 1993 року на 56-му році життя у Москві.

## Виступи за збірну
1961 року дебютував в офіційних матчах у складі національної збірної СРСР. В тому році провів у формі головної команди країни 3 матчі, після чого до її лав не викликався.
| Дата       | Місто   | Господарі | Результат | Гості     | Турнір            | Голи | Примітки |
| ---------- | ------- | --------- | --------- | --------- | ----------------- | ---- | -------- |
| 21/05/1961 | Варшава | Польща    | 1 – 0     | СРСР      | товариський матч  | -    |          |
| 18/06/1961 | Москва  | СРСР      | 1 – 0     | Туреччина | Відбір до ЧС 1962 | -    |          |
| 01/07/1961 | Москва  | СРСР      | 5 – 2     | Норвегія  | Відбір до ЧС 1962 | -    |          |
| Усього     |         | Матчів    | 3         |           | Голів             | 0    |          |